# Мілл-Крік (Західна Вірджинія)
Мілл-Крік (англ. Mill Creek) — місто (англ. town) в США, в окрузі Рендолф штату Західна Вірджинія. Населення — 560 осіб (2020).

## Географія
Мілл-Крік розташований за координатами 38°43′55″ пн. ш. 79°58′21″ зх. д. / 38.73194° пн. ш. 79.97250° зх. д. (38.731941, -79.972492).  За даними Бюро перепису населення США в 2010 році місто мало площу 1,18 км², уся площа — суходіл.

## Демографія
Згідно з переписом 2010 року, у місті мешкали 724 особи в 287 домогосподарствах у складі 204 родин. Густота населення становила 612 особи/км².  Було 334 помешкання (282/км²).
Расовий склад населення:
| - 98,5 % — білих - 0,1 % — корінних американців - 0,1 % — чорних або афроамериканців - 0,1 % — азіатів |

До двох чи більше рас належало 1,1 %. Частка іспаномовних становила 0,6 % від усіх жителів.
За віковим діапазоном населення розподілялося таким чином: 24,4 % — особи молодші 18 років, 56,7 % — особи у віці 18—64 років, 18,9 % — особи у віці 65 років та старші. Медіана віку мешканця становила 41,5 року. На 100 осіб жіночої статі у місті припадало 93,1 чоловіків;  на 100 жінок у віці від 18 років та старших — 97,5 чоловіків також старших 18 років.
Середній дохід на одне домашнє господарство  становив 39 532 долари США (медіана — 29 702), а середній дохід на одну сім'ю — 45 815 доларів (медіана — 40 469). Медіана доходів становила 42 778 доларів для чоловіків та 32 361 долар для жінок. За межею бідності перебувало 24,7 % осіб, у тому числі 31,3 % дітей у віці до 18 років та 17,9 % осіб у віці 65 років та старших.
Цивільне працевлаштоване населення становило 255 осіб. Основні галузі зайнятості: освіта, охорона здоров'я та соціальна допомога — 19,6 %, сільське господарство, лісництво, риболовля — 19,2 %, роздрібна торгівля — 14,5 %, виробництво — 14,1 %.